# داني هنشلوود
داني هنشلوود (بالإنجليزية: Danny Hinshelwood)‏ هو لاعب كرة قدم بريطاني في مركز الدفاع، ولد في 4 ديسمبر 1975 في بروملي ‏ في المملكة المتحدة. لعب مع برايتون أند هوف ألبيون ونادي بورتسموث ونادي توركي يونايتد ونوتينغهام فورست.

## وصلات خارجية
- داني هنشلوود على موقع Soccerbase.com (لاعب) (الإنجليزية)